# Comuna Zubivka, Muncaci
Zubivka (în ucraineană Зубівка) este o comună în raionul Muncaci, regiunea Transcarpatia, Ucraina, formată din satele Sofia și Zubivka (reședința).

## Demografie
Componența lingvistică a comunei Zubivka
     Ucraineană (99,11%)
     Alte limbi (0,77%)
Conform recensământului din 2001, majoritatea populației comunei Zubivka era vorbitoare de ucraineană (99,11%), existând în minoritate și vorbitori de alte limbi.